# ایاس بن طایی

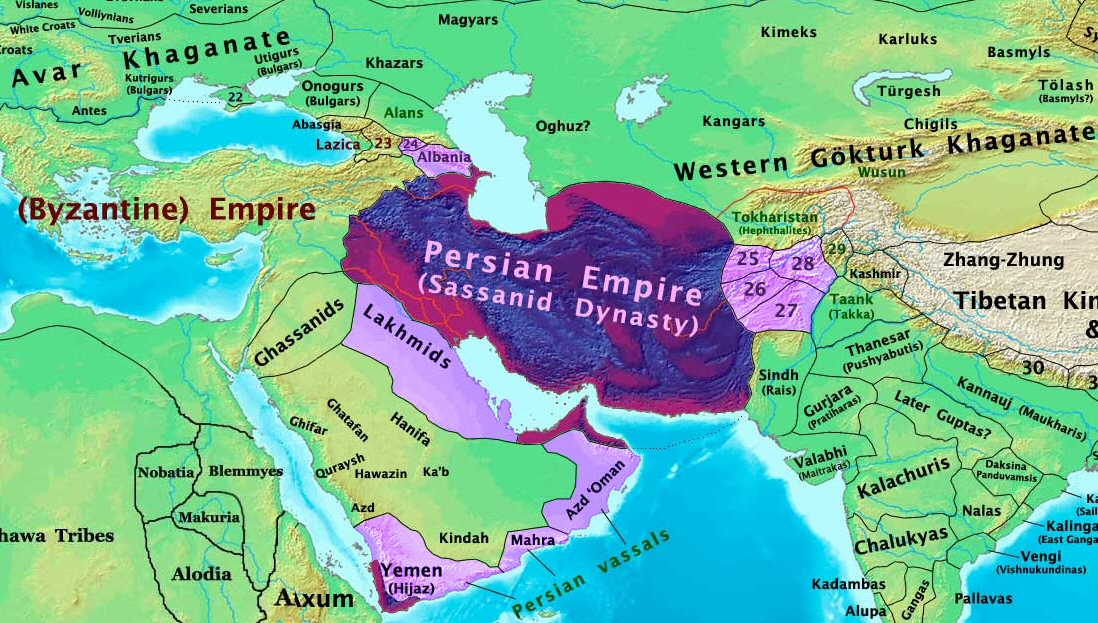
قلمرو حکومت ساسانی در سال ۶۰۰ میلادی و قلمرو لخمی‌ها

ایاس بن طائی یا ایاس بن قبیصهٔ الطائی جانشین نعمان سوم یا نعمان بن منذر، آخرین پادشاه لخمی‌ها در حیره بود.

## زمینهٔ تاریخی
لخمی‌ها یا بنی لخم نام دودمانی عرب بود که در روزگار ساسانیان و میان سده‌های سوم تا هفتم میلادی بر حیره فرمان می‌راندند.
آخرین پادشاه لخمی‌ها، نعمان سوم (ابوقابوس نعمان بن منذر) به دستور خسرو پرویز زندانی شده و به قتل رسید. قتل نعمان منجر به سلسله حوادثی شد که در نهایت جنگ ذوقار را در پی داشت.

## انتصاب ایاس بن طائی
خسرو پرویز بعد از کشتن نعمان سوم، ایاس بن طائی را به جای وی والی حیره و تمامی ولایاتی کرد که به دست نعمان بود. ایاس قریب ۹ سال نظر به روایات با نظارت و همدستی یک نمایندهٔ ایرانی به نام نخیرگان حکومت می‌کرد.
ایاس مردی بود که هنگامی که خسرو پرویز از پیش بهرام چوبین فرار کرده و بطرف روم می‌رفت، به او توشهٔ راه و اسب داده و یاری رسانده بود. هنگامی که خسرو به پادشاهی بازگشت به وی چهار هزار نفر سپاهی داده و وی را سالار کرد. نعمان قبل از دستگیری و مرگ همهٔ اموال و سلاحهای خود را به هانی بن مسعود، بزرگ قبیلهٔ شیبانی (یکی از قبیله‌های بکر بن وائل) سپرده بود. خسرو بعد از مرگ نعمان به ایاس نامه نوشت که اموال و سلاحهای نعمان را نزد او بفرستد. ایاس کس پیش هانی بزرگ طایفه فرستاد که اموال را پس بگیرد ولی هانی از دادن اموال خودداری کرده، گفت، تا جان دارم، ترکهٔ نعمان به کس ندهم. چون هانی ابا کرد، خسرو خشمگین شد و گفت که طایفهٔ بکر بن وائل را نابود خواهد کرد و خواست سپاه بفرستد.
ایاس به وی گفت که گروه بنی شیبان و گروه بنی بکر و بنی عجل مردمانی بسیارند و در زمستان پراکنده هستند سپاه بزرگ لازم است و کار سختی است. قرار بر این شد که هنگام تابستان که هانی و همهٔ قبیلهٔ بکر بن وائل و بنی شیبان و بر سر آب ذوقار جمع شدند، سپاه برای جنگ فرستاده بشود.

## نقش ایاس بن طائی در جنگ ذوقار
در جنگ ذوقار که نخستین جنگ منجر به پیروزی اعراب، شناخته می‌شود، ایاس بن طائی، فرماندهی سپاه خسرو را برعهده داشت. سپاه خسرو از قشون زیر تشکیل شده بود.
۱. سپاه قیس بن مسعود، کاردار خسرو در سواد عراق، مرکب از دو هزار نفر عرب
۲. سپاه هامرز تستری، فرمانده سپاه خسرو، مرکب از دوازده هزار نفر
۳. سپاه هرمز خرداد، مرکب از هشت هزار نفر
۴. سپاه جلابزین، فرمانده سپاه خسرو

## جنگ ذوقار و شکست ایرانیان
قیس بن مسعود که خود از قبیلهٔ بنی شیبان بود، طبق تبانی قبلی با فرمانده سپاه قبایل بکر بن وائل، در هنگام نبرد سپاه خود را از میدان بیرون کشید و سپاه ایرانیان را، در میانهٔ میدان، تنها گذاشت. به غیر از این عامل دیگری که اسباب شکست ایرانیان را فراهم آورد، ذخیره نداشتن آب کافی بود. ایرانیان برای دو روز آب به همراه داشتند و اعراب پیش برای دو هفته آب ذخیره کرده بودند، پس جنگ را به درازا کشانده، ایرانیان از گرما و تشنگی هلاک شدند یا رو به هزیمت نهادند.

## جانشینان ایاس در حیره
در سال ۶۱۸ میلادی پس از ایاس یک حاکم ایرانی به اسم آزادبه قریب به ۱۷ سال تا سال ۶۳۳ میلادی در آن خطه حکومت داشت. پسر نعمان سوم که منذر نام داشت و به منذر پنجم و غرور معروف شد، باز پس از چندی در سال ۱۱ هجری در موقع ارتداد قبائل عرب در بحرین سری بلند کرده و به ریاست عرب‌های مرتد انتخاب شد و چند ماهی امارت کرد ولی در جنگ جواثا یا یکی از جنگ‌های مقارن آن به دست مسلمین کشته شد و تسلطی در حیره نداشت.